# Литвинецька сільська громада
Литвинецька сільська об'єднана територіальна громада — колишня об'єднана територіальна громада в Україні, в Канівському районі Черкаської області. Адміністративний центр — село Литвинець.
Площа громади — 243,7 км², населення — 2580 мешканців (2018).
Утворена 15 серпня 2018 року шляхом об'єднання Козарівської, Курилівської, Литвинецької сільських рад Канівського району.
12 червня 2020 року громада ліквідована, Козарівська, Курилівська, Литвинецька сільські ради увійшли до меж Бобрицької ОТГ.

## Населені пункти
У складі громади 6 сіл: Бересняги, Ковалі, Козарівка, Курилівка, Литвинець, Синявка та 1 селище: Орловець.